# Aeropuerto Internacional Vilo Acuña
El Aeropuerto Internacional Vilo Acuña (IATA: CYO, OACI: MUCL) es un aeropuerto ubicado en la isla de Cayo Largo del Sur, del Municipio Especial Isla de la Juventud, Cuba, operado por ECASA (Empresa Cubana de Aeropuertos y Servicios Aeronáuticos S.A.) y la ECNA (Empresa Cubana de Navegación Aérea). Opera vuelos nacionales y vuelos directos internacionales procedentes de Canadá, Argentina e Italia.

## Historia

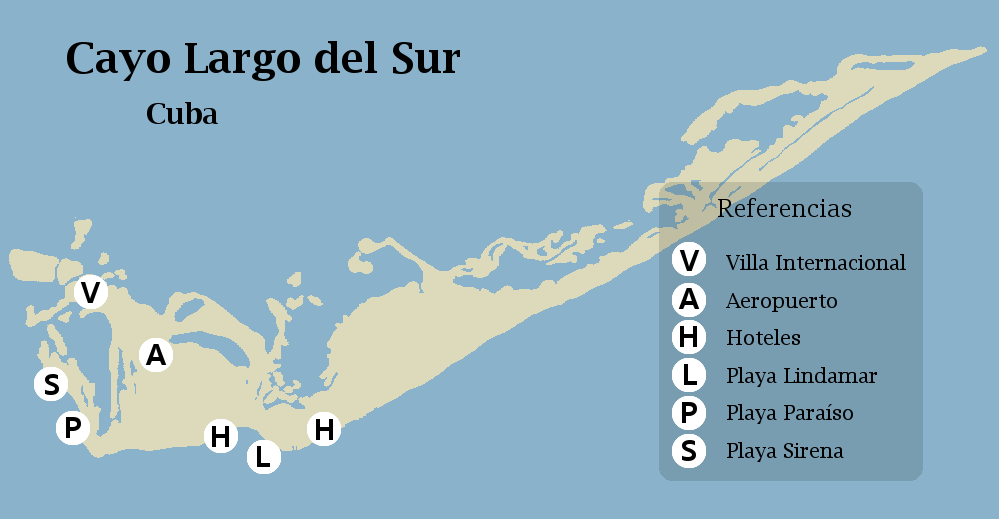
El aeropuerto Vilo Acuña (A) en Cayo Largo del Sur.

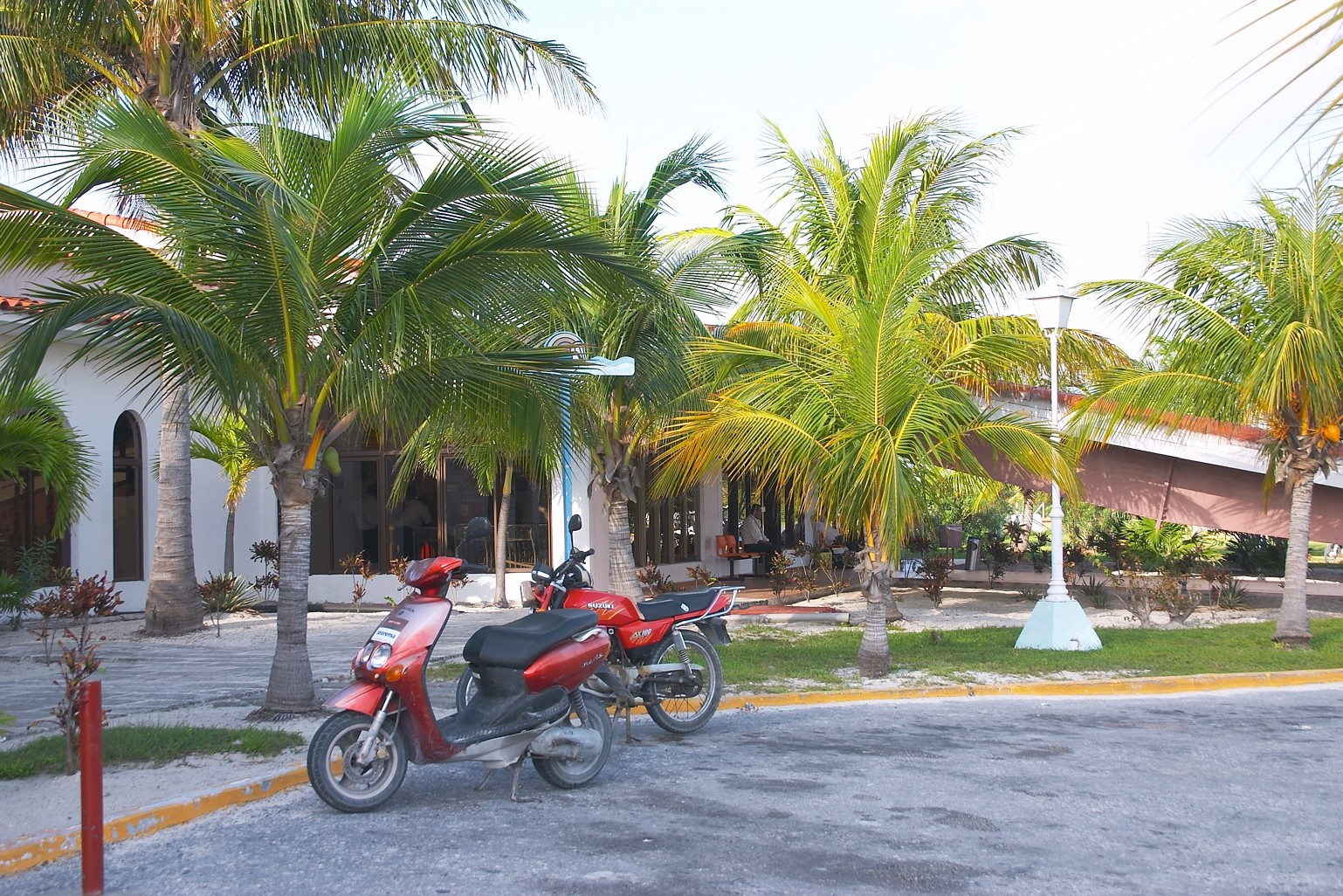
Scooters en el ingreso al aeropuerto.

El aeropuerto fue construido en 1995, y debe su nombre a Juan Vitalio Acuña Núñez, alias «Vilo», un campesino que combatió durante la revolución cubana.

## Infraestructura
Pese a ser un aeropuerto de reducidas dimensiones, está acondicionado para operar aviones de gran porte, ya que adopta las medidas impartidas por la Organización de Aviación Civil Internacional. La terminal está dividida en dos edificios contiguos, por los que se realizan los arribos y las partidas. Tiene capacidad para atender hasta a 300 pasajeros por hora.

## Aerolíneas y destinos
| Aerolíneas | Destinos                     |
| ---------- | ---------------------------- |
| WestJet    | Estacional: Montreal–Trudeau |

## Accidentes e incidentes
No existen accidentes reportados en el aeropuerto de Cayo Largo.